# 스미카 스미레
《스미카 스미레》(スミカスミレ)은 타카나시 미츠바의 일본 만화이다.
2016년에 TV 아사히 계열에서 키리타니 미레이 주연으로 드라마화됐다. 

## 줄거리
키사라기 스미는 엄격한 친부를 거스르지 못하고 어렸을 때부터 집 일을 도와줬으며, 할머니를 간호와 가사를 위해서 고등학교를 중퇴, 머지않아 부모 간호를 계속하고 사랑을 모른 채로 60세가 됐다. 친모가 사망하고 드디어 자신만의 시간이 생겼다고 해도 뭘 하고 싶은지를 몰랐다. 친모 사진을 찾고 있던 키사라기 스미는 어렸을 때 자신이 무서워해서 친모가 치웠던 제비붓꽃과 검은 고양이가 그려진 낡은 병풍을 찾는다. 테두리에 손이 베이며, 그림에 피가 튀어버리지만 지워진다. 잘못본 것이라고 잘못본 것이라고 생각한 키사라기 스미였지만 그 날 밤에 병풍에서 나타난 검은 고양이는 레이라는 이름으로 남자의 얼굴로 모습을 바꾸고 봉인을 풀어준 주인 키사라기 스미의 소원을 이뤄준다고 했다. 
레이로부터 생기를 나눠받고 60세에서 17세 여자 고등학생으로 젊어진 스미는 키사라기 스미레라는 이름을 갖게 되며 가까운 고등학교로 전입한다. 레이의 도움을 받으면서 청춘을 구가하는 스미레는 반 친구인 마시로 유세이와 사귀게 되며 첫 남녀교제에 마음이 설레였다. 어느날, 유세이의 집에서 개의 출산할 때 같이 있던 스미레가 말한 어떤 말로 마시로가의 창고에 있던 병풍에서 요염한 여성 시로유키가 나타난다. 그 병풍은 레이의 병풍과 한 쌍을 이루는 레이의 약혼자가 봉인되어 있던 것이였다. 
시로유키는 약혼자인 자신보다 스미레를 우선시하는 레이에 초조함을 느끼면서도 레미를 따라서 이 세상을 살아가기 위해서 마시로가의 가정부가 된다. 시간이 흐르고 스미레는 3학년이 된다. 대학 진학을 결정한 스미레는 유세이와 함께 수험 공부를 한다. 유세이가 지망 대학 합격이 정해지고 머지않아 연락이 두절돼서 걱정된 스미레가 집에 전화해서 유세이가 입원했다는 소식을 듣게 된다. 유세이의 검사 결과는 희귀한 심장병에 걸렸다는 것을 알게 된다. 이대로는 유세이가 살아갈 수 없을 것을 알게 된 스미레는 레이가 자신을 위해서 나눠준 생기를 유세이게 주고 싶다고 한다. 시로유키는 기를 유세이에게 주면 스미레는 다시 60세로 돌아가는데 그래도 좋냐고 물어보는데...

## 등장 인물
- 키사라기 스미(如月澄) / 키사라기 스미레(如月すみれ)

꽃집에서 태어났으며 엄격한 아버지의 방침으로 어릴 때부터 친구와 노는 것보다 집 일을 우선시했으며 사고를 당한 할머니의 간호와 집 일을 위해서 고등학교를 중퇴했다. 할머니와 부모 간호를 계속했으며 연애를 모른 채로 60세가 됐다. 적면증이다. 키우는 고양이 이름은 ‘주리’이다.
어머니의 장례식이 끝나고 옛 앨범을 찾고 있던 중 검은 고양이가 그려진 병풍 모서리에 손이 베이며 병풍에 피가 튀며 레이라는 이름의 고양이가 나타나며 ‘청춘을 다시 되돌리고 싶다’라는 스미의 소원을 이뤄준다. 스미의 먼 친척인 키사라기 스미레라는 여고생으로 고등학교를 다시 다니기 시작한다.
- 레이(黎)

병풍에 봉인되어 있던 요괴 고양이이다. 봉인을 푼 열쇠는 처녀의 피와 소원으로 소원이 성취됐을 때에 완전히 병풍의 주술을 풀 수 있다. 스미레가 재빨리 소원을 성취할 수 있게 스미레의 연애 상대를 마시로 유세이로 목표를 정하며 친해지는 계기를 만드는 등의 도움을 준다.
한 쌍을 이루는 다른 병풍에 약혼자가 봉인되어 있으며 주인의 소원이 성취됐을 때 또는 주인이 말한 어떤 말이 본인을 푼다.
- 마시로 유세이(真白勇征)

스미레의 반 친구이다. 허리를 펴고 진심으로 수업을 듣는 스미레의 모습에 반한다.
어머니의 장례식을 끝나고 버스에 납골 항아리를 팔에 안은 스미에게 자리를 양보해준 청년이다. 형이 있다. 시의회 의원 일을 하는 친부와는 불화가 있는 모습이다. 대저택에 살고 있다.
- 요시노고 치아키(由ノ郷千明)

스미레의 반 친구이다. 코사카 아리사에게 괴롭히는 듯한 행위에 주의를 주며 반대로 친구들에게 따돌림을 받게 되며 학교를 결석하게 되지만 스미레의 말을 듣고 다시 학교를 다니며 아래 이름으로 서고 부르는 사이가 된다.
- 코사카 아리사(幸坂亜梨紗)

스미레의 반 친구이다. 고압적인 성격이며 마시로 유세이를 좋아한다.
- 후쿠야(福屋)

스미레의 옆 자리인 반 친구이다.
- 오구라(小倉)

키사라기가의 이웃이다. 스미가 기르는 고양이가 대변을 자기 집에 눴다는 등으로 트집을 잡거나 스미레를 의심하지만 레이의 주술에 걸려서 호의적이 된다.
- 유키시로(雪白)

마시로가 소유의 병풍에 봉인되어 있던, 레이의 약혼녀이다. 유세이에게서 레이의 냄새를 느꼈으며 봉인을 풀게 된 말을 말한 듯한 상태로 나타나게 됐다.

## 드라마
《스미카 스미레: 45세 젊어진 여자》(スミカスミレ 45歳若返った女)는 2016년 2월 5일부터 3월 25일까지 매주 금요일 오후 11시 15분부터 12시 15분까지 방송하는 TV 아사히의 드라마이다(단, 일부 지역에서는 방송 시간이 다르다). 키리타니 미레이가 주연이다.

### 등장 인물

#### 주요 인물
- 스미카 스미레 역 : 키리타니 미레이 - 스미카 스미레의 20세 모습,  츠바키오카 대학의 쿠로사키 세미나 소속
- 스미카 스미 (65세) 역 : 마츠자카 케이코(아역 : 신타 마키)
- 레이 역 : 오이카와 미츠히로 - 요괴 고양이
- 마시로 유세이 : 마치다 케이타 - 츠바키오카 대학 2학년
- 아마노 소운(天野早雲) 역 : 코히나타 후미요 - 주지 스님

#### 츠바키오카 대학 쿠로사키 세미나
- 코사키 아리사 역 : 미즈사와 에레나
- 츠지이 켄토(辻井 健人) 역 : 타케우치 료마
- 요시노고 치아키 역 : 아키모토 사야카
- 카토 나나(加藤菜々美) 역 : 코이케 리나 - 코사키 아리사의 친구
- 쿠로사키 아키오(黒崎明雄) 역 : 코스다 야스토 - 교수
- 오우라 레나(大浦玲那) 역 : 타니가와 리사코 -  코사키 아리사의 친구
- 니시하라 미오(西原美緒) 역 : 코마키 마코 - 1학년

#### 그 외
- 아마노 케이와(天野慶和) 역 : 타카스기 마히로 - 아마노 소운의 아들
- 시로유키 역 : 코니시 마나미 - 요괴 고양이, 레이의 약혼녀
- 카노 료(叶野りょう) 역 : 카지타니 모모코 - 아마노 케이와의 여자친구
- 오구라 토미코(小倉富子) 역 : 타카하시 히토미 - 카시라기의 이웃
- 요시다 요시에(吉田芳江) 역 : 타테이 료코 - 스미의 고등학생 시절까지의 소꿉친구
- 카츠타 히토시(勝田仁) 역 : 야베 켄지
- 카와노 유키코(河野有紀子) 역 : 니시하라 아키 - 스미레의 회사 선배
- 쿠리하라 토모카(栗原知果) 역 : 야마다 안나 - 학생
- 사이온지 레이카(西園寺麗華) 역 : 마츠나가 히로코 - 마시로 유세이의 맞선 상대
- 미야기 마리나(宮城 マリナ) 역 : 이토 카즈에 - 대여배우
- 주리
- 크리스
- 크로스
- 키즈 토루
- 츠지 시노부
- 사쿠라이 히지리
- 카에츠 케이토
- 마나카 노아
- 츠츠이 에리나
- 아키야마 유지
- 이케다 유나
- 우라노 토모야
- 오카 타츠야
- 사사키 시호
- 나가타 하야토
- 하세가와 타쿠미
- 무라카미 요헤이
- 바바 료마
- 타케다 코헤이

### 스태프
- 원작 - 타카나시 미츠바
- 각본 - 후루야 카즈나오, 시마다 우레하
- 음악 - 이케 요시히로
- 주제가 - 하타 모토히로 〈제비꽃〉(Ariola Japan / Augusta Records)[3]
- 내레이션 - 야마자키 타케히코
- 병풍 그림 - 야마자키 유미
- 스턴트 코디네이트 - 다이도지 토시노리
- 홍보 - 나오키 마나미
- 편성 - 이다 소, 이시다 나호코
- 스케줄 - 카와무라 나오키
- 연출 보조 - 후지타 토모히로
- 예고 PR - 미야오카 타로
- 프로듀서 보조 - 칸다 에미이 아키코, 사사키 유미코
- 제너럴 프로듀서 - 요코치 이쿠에이 (TV 아사히)
- 프로듀서 - 오에 타츠키 (TV 아사히), 진츠 츠토무 (MMJ)
- 연출 - 이마이 카즈히사 (MMJ), 코마츠 타카시 (MMJ), 미야오카 타로
- 제작 - TV 아사히, MMJ

### 방송 일정
| 화수  | 날짜      | 날짜     | 부제목 |
| 화수  | TV 아사히 | 채널W    | 부제목 |
| ----- | --------- | -------- | --- |
| 제1화 | 2월 5일   | 2월 17일 | イケメン20歳と禁断の初恋!?お姫様だっこ 꽃미남 20세와 금지된 첫 사랑!? 공주님 안기                                              |
| 제2화 | 2월 12일  | 2월 24일 | 45歳若返ったはずが65歳に逆戻り!!年下の彼と二人きりの夜… 45세로 젊어져야하지만 65세로 돌아가다!! 연하의 남자친구와 둘만의 밤... |
| 제3화 | 2월 19일  | 3월 2일  | つき合って下さい!!45歳下と涙のデート!?遊園地で大パニック 사귀어주세요!! 45세 아래와 눈물의 데이트!? 놀이동산에서 대패닉        |
| 제4화 | 2월 26일  | 3월 9일  | 45歳下と初キス!!彼の家に婚約者が!? 45세 연하와 첫 키스!! 그의 집에 약혼자가!?                                                  |
| 제5화 | 3월 4일   | 3월 16일 | さよなら！余命わずかの初カレ…!!最後のスキー旅行 잘가! 시한부인 첫 남친...!! 마지막 스키 여행                                   |
| 제6화 | 3월 11일  | 3월 23일 | 本当は…65歳です！涙の告白!! 원래는... 65세입니다! 눈물의 고백!!                                                                |
| 제7화 | 3월 18일  | 3월 30일 | 最終章！プロポーズは突然に!!合コンで…年下カレと復活愛!? 마지막장! 프로포즈는 갑자기!! 미팅 자리에서... 연하와 부활되는 사랑    |
| 제8화 | 3월 25일  | 4월 6일  | 最終回！涙の結末!!駆け落ちで…大惨事!?ウエディングの奇跡 마지막화! 눈물의 결말!! 사랑의 도피로... 대참사!? 웨딩의 기적          |

### 원작 만화와 다른 점
- 스미의 나이는 65세, 스미레의 나이는 20세 여대생이다. 그래서, 젊어져서 편입하는 것은 고등학교가 아닌 어렸을 때 합격했던 대학교로 변경됐다. 또, 스미는 고등학교를 졸업하고 대학에도 합격했지만 집 안의 사정으로 입학할 수 없게 된 설정이다.
- 레의 봉인이 완전히 풀리지 않았기 때문에 자시(오후 11시부터 오전 1시까지) 동안은 젊어지기 전의 원래 모습이 되는 드라마 오리지널 설정이 들어갔으며 스미와 스미레가 빈번하게 번갈아가며 등장한다(원작에는 그런 요소는 없다).
- 아마노 소운과 아마노 케이와, 카노 료는 드라마에만 등장하는 오리지널 캐릭터이며 그들의 활약 에피소드도 추가되어 있다.
- 회사를 들어가도 시로유키는 독신이다. (원작에서는 시로유키는 결혼 후 쌍둥이를 출산하고 있다. )
- 드라마 7화까지로 스토리가 원작을 따라가고 있기 때문에 드라마 8화는 원작을 살린 드라마 오리지널 스토리이다.
- 원작에서는 대학 진학을 학비를 만들기 위해서 고등학교 졸업 시에 스미가 살고 있던 집을 매각했는데 회사를 들어가서는 스미레는 임대 아파트에 살고 있지만 드라마에서는 집을 매각시키지 않고 회사를 들어가도 스미레는 생가에서 계속 살고 있다.

| TV 아사히 금요 나이트 드라마                          | TV 아사히 금요 나이트 드라마                                       | TV 아사히 금요 나이트 드라마                    |
| 이전 작품                                             | 작품명                                                             | 다음 작품                                       |
| ----------------------------------------------------- | ------------------------------------------------------------------ | ----------------------------------------------- |
| 사무라이 선생님 (2015년 10월 23일 ~ 2015년 12월 11일) | 스미카 스미레: 45세 젊어진 여자 (2016년 2월 5일 ~ 2016년 3월 25일) | 불쾌한 과실 (2016년 4월 29일 ~ 2016년 6월 10일) |

### 내용주
1. ↑  마이니치 방송(ABC)은 토요일(금요일 심야) 오전 12시 24분부터 1시 24분까지, 시즈오카 아시히 TV(SATV)는 금요일 오후 11시 45분부터 12시 45분까지이다.

### 참조주
1. ↑  “高梨みつばがCocohanaで新連載、60歳が17歳の女子高生に” [타카나시 미츠바가 Cocohana에 새로운 연재, 60세가 17세의 여자 고등학생으로] (일본어). 코믹 나탈리. 2013년 8월 28일. 2015년 7월 5일에 원본 문서에서 보존된 문서. 2015년 7월 4일에 확인함.
2. ↑  “桐谷美玲、中身は 65歳の異色ヒロインに“合格” 『スミカスミレ』連ドラ化” [키리타니 미레이, 속은 65세의 다른 색의 히로인 ‘합격’ “스미카 스미레” 드라마화] (일본어). ORICON STYLE. 2015년 11월 19일. 2015년 11월 19일에 확인함.
3. ↑  “秦基博、桐谷美玲ドラマにアップテンポなラブソング提供” [하타 모토히로, 키니타니 미레이 드라마에 업템포 러브송 제공] (일본어). 음악 나탈리. 2016년 1월 21일. 2016년 1월 21일에 원본 문서에서 보존된 문서. 2016년 1월 21일에 확인함.